# Gunnar Lange
Gunnar Anfin Lange (21 de septiembre de 1855 – 24 de julio de 1915) fue un ingeniero, topógrafo y cartógrafo noruego-argentino, destacado por su labor en exploraciones geográficas, levantamientos topográficos y proyectos de irrigación en Argentina. Fue también profesor de topografía en la Universidad Provincial de La Plata y caballero de la Orden de San Olaf.

## Biografía
Nació en Vestre Aker, Christiania (actual Oslo), Noruega, hijo de Tycho Didrik Castberg Lange (1823-1881) y Johanne Young (1833-1891). Su padre pertenecía a la familia Lange, y su madre era hija de un comerciante de Christiania.
Egresó del Colegio Militar de Christiania en 1876 como teniente primero y en 1879 completó estudios en la Den Militære Høiskole. Posteriormente, trabajó como aspirante en la Estado Mayor noruego y en 1883 obtuvo el rango de primer teniente. En 1878 participó en estudios ferroviarios en Bulgaria, y en 1884 se trasladó a Estados Unidos, donde trabajó como agrimensor. 
En 1885 se vio envuelto en el conflicto bélico entre Honduras y El Salvador, alcanzando los grados de capitán de artillería y teniente coronel. Tras la guerra, trabajó para el US Geodesic Survey en la mensura de la Sierra Nevada.

## Carrera en Argentina
En 1886 se trasladó a Argentina, contratado para realizar mediciones topográficas y estudios para el ferrocarril en Tucumán y Catamarca. En 1888 fue nombrado jefe de la Comisión de Catastro General de Catamarca, elaborando el primer mapa completo de la provincia. 
Tras un breve retorno a Noruega, regresó a Argentina en 1890. En 1892 asumió como jefe de la Sección Topográfica del Museo de La Plata, donde fue asistente principal del perito Francisco Pascasio Moreno. Corrigió y publicó mapas de diversas regiones, incluyendo Mendoza, y junto a Enrique Wolff confeccionó en tiempo récord un plano topográfico-geológico de los ríos Atuel y Diamante.
Se naturalizó argentino en 1896, adoptando el nombre de Gunardo Lange. Ese mismo año contrajo matrimonio con Berta Juana Dorotea Erfjord (1875–1960), hija del agente naviero noruego Christian Erfjord y de la irlandesa Catalina Furlong. Tuvieron nueve hijos, entre ellos Norah Lange, reconocida poetisa y novelista, y Haydée Lange, traductora y amiga de Jorge Luis Borges.
Entre 1897 y 1899 fue asistente y segundo jefe de la Comisión de Límites argentino-chilena, y también participó en la Comisión de Estudio para la Irrigación de los ríos Negro y Colorado. Entre 1902 y 1909 dirigió la Sección Hidrometría del Observatorio Meteorológico Nacional y fue profesor de topografía en la Universidad Provincial de La Plata, donde tuvo como colaborador al noruego Eilert Sundt.
En el mapa que Lange confeccionó en el marco del laudo de 1902, confundió el Encuentro, mencionado en éste con el río El Salto, situando el origen del primero en el cerro de la Virgen. Sin embargo, este río Encuentro nace del picacho de la Virgen, el cual fue nombrado así posteriormente al cerro homónimo, siendo un factor clave en la disputa limítrofe del río Encuentro-Alto Palena. Aquella disputa acaba en 1966 con otro laudo.

## Exploraciones y distinciones
Realizó importantes exploraciones, incluyendo un viaje de 650 km por el río Pilcomayo (1906–1909), documentado en un libro bilingüe. Publicó el Manual de Topografía (1898), texto universitario de referencia por décadas. En 1909 fue condecorado como Caballero de Primera Clase de la Orden de San Olaf.
Ese mismo año renunció a sus cargos en Buenos Aires y La Plata para administrar la Sociedad Anónima "Colonia Alvear" en Mendoza, por encargo de su amigo y socio Pedro Christophersen. En General Alvear llegó a ser intendente, y en su honor la actual avenida principal lleva su nombre.

## Fallecimiento
Gunnar Anfin Lange falleció el 24 de julio de 1915 en General Alvear, a los 60 años. Sus restos fueron trasladados y sepultados el 12 de agosto en el Cementerio de Disidentes de Buenos Aires. En su despedida, Pedro Christophersen lo comparó con “un roble que finalmente cayó”, destacando su fortaleza y contribución al progreso. El Semanario La Verdad de General Alvear narró el multitudinario velatorio y cortejo fúnebre que partió desde la Municipalidad, reflejando el respeto y aprecio de la comunidad.